# Gilles Manny
Gilles Manny (* 6. August 1929 in Notre-Dame-de-Montauban, Québec; † 22. Januar 2025 in Saint-Eustache, Québec) war ein kanadischer Pianist und Musikpädagoge.

## Leben
Manny studierte am Konservatorium von Montreal Klavier bei Yvonne Hubert und Harmonielehre bei Jean Papineau-Couture und erhielt 1948 den Prix Archambault. Als Stipendiat der Provinzregierung von Québec vervollkommnete er zwischen 1952 und 1958 seine Ausbildung in Paris bei Antoine Reboulot. Ab 1967 unterrichtete er an der Universität Montreal und war dort von 1968 bis 1974 Vizedekan und danach bis 1979 als Nachfolger seines Lehrers Papineau-Couture Dekan für Musik. Unter anderem studierten Élisabeth Gallat-Morin und William Tritt bei ihm.
Im Mittelpunkt seines Repertoires als Pianist stand die Musik des 20. Jahrhunderts. Häufig trat er bei der CBC und beim ORTF auf. 1967 spielte er den Klavierpart bei der Aufführung von Olivier Messiaens Turangalîla-Symphonie mit dem Orchestre National de France. Bei der Société de musique contemporaine du Québec spielte er 1969 Messiaens Oiseaux exotiques und 1970 Alban Bergs Kammerkonzert. Mit seinen Aufnahmen von André Prévosts Sonata und Papineau-Coutures Concerto gewann er 1965 bzw. 1969 Preise beim Festival du disque in Montreal.